# Lake Murray (Meteorit)
Der Lake-Murray-Meteorit, als Meteorit auch kurz Lake Murray genannt, ist mit ca. 270 kg der größte seiner Art, der je im US-Bundesstaat Oklahoma gefunden wurde, und gilt heute noch als einer der größten Meteoriten weltweit. Gleichzeitig hat er (bezogen auf das Falldatum) mit ca. 100 Millionen Jahren (oder mehr) ein extremes irdisches Alter.
Dieser Meteorit wurde etwa um das Jahr 1930 (offiziell 1933, nach Graffham 1931, nach Buchwald bereits vor 1930) vom Landwirt (Farmer) J. C. Dodson am Ufer eines Bachlaufs (englisch bank of a gulley) auf dem Gebiet seiner Farm in Carter County, Oklahoma (34,1° N, 97,0833° W) entdeckt, wo er offenbar vom Wasser freigespült worden war.
Zur Zeit seiner Bestätigung als Meteorit galt er als der weltweit größte bekannte Brocken dieser Art.
Geologisch gehört die Fundstelle in der Umgebung des heutigen Stausees Lake Murray zum Sandstein der Antlers-Formation, woraus auf das vorzeitliche Datum des Falls (vor ca. 90–110 Millionen Jahren) geschlossen werden kann.
Der Lake-Murray-Meteorit ist zu unterscheiden vom Murray-Meteorit, einem kohligen Chondriten mit 12,6 kg Gesamtmasse, der 1950 im US-Bundesstaat Kentucky niederging.

## Entdeckungsgeschichte und Befund
Nach einigen Tests mit einem Vorschlaghammer war J. C. Dodson irgendwann zu der Vermutung gekommen, dass es sich bei der von ihm gefundenen großen Eisenmasse am Ufer eines Bachlaufs (englisch bank of a gulley) auf dem Gebiet seiner Farm in Carter County um einen Meteoriten handeln könnte.
Kurz nachdem der Geologe Allen Graffham im Juli 1952 den Tucker Tower im gerade neu eingerichteten Lake Murray Park in ein geologisches Museum als dessen Kurator umgewandelt hatte, besuchte J. C. Dodson das Museum und berichtete vom Fund des mutmaßlichen Meteoriten.
Nachdem Allen Graffham sich mit J. C. Dodson zur Fundstätte begeben hatte, erkannte er ebenfalls auf Meteorit und war daher an einer wissenschaftlicheren Untersuchung des Objekts interessiert. Er setzte sich daher mit Lincoln LaPaz (damals Leiter des Instituts für Meteoritik an der University of New Mexico in Albuquerque) in Verbindung.
LaPaz und sein Kollege Paul Healy beaufsichtigten dann die Bergung des Fundes.
Nach darauf folgenden Untersuchungen konnte LaPaz bestätigen, dass es sich um einen hauptsächlich aus Nickel und Eisen bestehenden Meteoriten handelt.
Der Eisenkern des Meteoriten war von einer etwa 15 cm dicken Rost- oder Oxidationsschicht umgeben.
Nach deren Entfernung wurde festgestellt, dass der Nickel-Eisen-Kern 560 Pfund (270 kg) wog.
Bei der Ausgrabung wurde festgestellt, dass der Sandstein um den Meteoriten herum leicht mineralisiert war.
LaPaz vermutete, dass seitdem durch Verwitterung 13 bis 15 cm der Oberfläche abgetragen wurden.
Das um den Kern befindliche Oxidat (engl. oft shale genannt, was eigentlich ‚Schiefer‘ bedeutet) zusammen mit dem Material, das um den Brocken verwittert war, wog nach Graffham und Leiper (1966) vermutlich mehr als 1.000 Pfund (450 kg).
LaPaz interpretierte die zahlreichen um den Fundort auf und im Boden verstreuten Oxidatmassen als das Ergebnis des Einschlags vieler kleiner Bruchstücke des Meteoriten. Gut wahrscheinlich könnte es aber auch nur einen einzigen Brocken gegeben haben, der nach längerer Einwirkung auf der Erde teilweise zerfiel. Daraufhin könnten diese Trümmer langsam durch Wasser, Schnee und Wind um die Hauptmasse herum verstreut worden sein;
insbesondere könnten verwitterte Massen durch das Wasser die Rinne hinunter transportiert worden sein.
Das Vorhandensein eines extrem dicken Rostmantels und das bekannte Alter des Antlers-Sandsteins ließen LaPaz auf einen Zeitpunkt des Einschlags vor etwa 90 bis 110 Millionen Jahren schließen, ursprünglich könnte der Meteorit damit etwa 910 kg an Masse gehabt haben.
LaPaz schätzte das ursprüngliche Gewicht des Einschlagskörpers (Meteoroiden) auf etwas über 3.000 Pfund (ca. 1.380 kg).
Die gesamte Masse war in den Antlers-Sandstein (vgl. Liste Dinosaurier führender Gesteinsformationen) aus der unteren Kreidezeit eingebettet.
Der dicke, breite Teil des Meteoriten war nach Osten ausgerichtet, der dünnere Teil neigte sich freiliegend an der Seite des Bachgrabens.
Im Verlauf der Ausgrabung wurde festgestellt, dass der Sandstein über dem Meteoriten ungestört war.
Die Dicke des ungestörten Sandes über der Masse reichte von 12 Zoll (30½ cm) bis 18 Zoll (45¾ cm) an der Rückseite der Masse, die in den Sandstein ragte.
Dies wurde so interpretiert, dass der Eisenmeteorit ursprünglich in den Sand gefallen war, aus dem später der Sandstein wurde.
Nachdem die verwitterte Masse von einem Großteil ihrer Oxidschicht befreit worden war, maß sie etwa 60 × 40 × 23 cm.
LaPaz schnitt das Exemplar vorsichtig in zwei Teile, was 312 Stunden dauerte (die eine Hälfte des Exemplars wird heute am Lake Murray aufbewahrt, der größte Teil der anderen Hälfte in Albuquerque).
Er führte weitere Untersuchungen durch
und stufte darauf das Exemplar ein als Eisenmeteorit vom Typ Oktaedrit oder körniger (en. granular) Hexaedrit (Hexaoktaedrit, englisch hexaoctahedrite – unter den Eisenmeteoriten eine Übergangsform zwischen Hexaedrit und Oktaedrit).
Nach einer neueren Studie handelt es sich bei dem Meteoriten tatsächlich um einen Eisenmeteoriten der Gruppe IIAB (offiziell empfohlene Einstufung, eine abweichende Klassifizierung ist IIB), der entweder als Hexaedrit oder als gröbster (en. coarsest) Oktaedrit klassifiziert werden kann.
Zum Zeitpunkt der Entdeckung waren weltweit nur fünf körnige Hexaedrite bekannt.
Eine chemische Analyse ergab, dass das Material 6,3 % Nickel (Ni), 0,5 % Phosphor (P), 53,9 ppm (Teile pro Million) Gallium (Ga), 141 ppm Germanium (Ge) und 0,02 ppm Iridium (Ir) enthält.
Während der Analyse des Exemplars in Albuquerque 1953 wurden dort unter Leitung von LaPaz Fotos aufgenommen wurden.
Henderson veröffentlichte 1965 eine weitere Fotografie, die Widmanstätten-Lamellen und körnige Teile zeigt.

## Fragmente und heutige Aufbewahrungsorte
- Die Farm von J. C. Dodson wurde kurz nach dem Bekanntwerden des Fundes an den Staat Oklahoma verkauft, um den Lake Murray State Park zu gründen. Das größte Bruchstück (etwa die Hälfte des Meteoriten) ist seit den frühen 1950er Jahren dort im Park im Tucker Tower Museum ausgestellt.[3][2]
- Albuquerque: großes Bruchstück von 125 kg und Fragmente (Querschnitte, en. part slices) von ca. 20 kg,[3]
- Tempe (Arizona) (ca. 1 kg),[3]
- Querschnitts-Fragment im U. S. National Museum (Smithsonian Institution) in Washington, D.C. (Nr. 1768, 5 × 3 × 0.7 cm, 80 g)[3]
- Ein Querschnitt des Meteoriten (15,8 × 32,1 × 0,5 cm, 1.719 kg) wurde am 25. August 2020 bei Christie’s für 40.000 US-Dollar online versteigert.[4]
- Ein ca. 20 cm langes und ca. 11 cm dickes oxidiertes Fragment von 0,52 kg aus nicht genanntem Besitz wurde ab Februar 2000 vom New England Meteoritical Service (NEMS) neun Monate lang restauriert, wobei zwecks Dokumentation mehrere Fotos veröffentlicht von diesem Fragment veröffentlicht wurden.[7]

## Beschreibung
Der Kern ist von einer Ummantelung aus Oxidat (en. shale, etwa ‚Oxidatschiefer‘) bedeckt, die auf dem freiliegenden Teil etwa 10 cm und auf dem im Boden befindlichen Teil bis zu 15 cm dick war.
Als das Exemplar aus dem Boden genommen und die Ummantelung entfernt wurde, hatte der Kern eine Länge von 0,76 m und war an der breitesten Stelle 23 cm dick. Er verjüngte sich in der Breite von 61 cm an einem Ende und auf 23 cm am anderen Ende. Er wog 270 kg.
Die nach Aufschneiden des Meteoriten angeätzten Abschnitte weisen sowohl körnige als auch Widmanstätten-Bereiche auf.
Die Widmanstätten-Struktur besteht aus geraden, unregelmäßigen Kamacit-Lamellen mit einer Breite von 5–12 mm.
Die körnigen Bereiche machen soweit bekannt ca. 90 % aus. Jedes Korn ist mit einer Schale aus Kamacit-Schwaden (en. hell of swathing kamacite) um einen Troilit-Schreibersit-Einschluss ausgebildet.
Die inneren Troilitknollen haben eine Größe von 5–30 mm, und die gesamten Kamacitkörner erreichen leicht eine Größe von 5–10 cm.
Dennoch muss die ursprüngliche Masse einst ein einziger Austenitkristall gewesen sein, wie die Ausrichtung der restlichen Widmanstätten-Bereiche zeigt.
Taenit tritt sehr spärlich in 5–50 µm dicken Bändern auf, entweder an den Grenzen oder vollständig innerhalb der Kamacitkörner. Plessit (ein feinkristallines Gemenge der Minerale Kamacit und Taenit) ist in Form seltener, offenmaschiger Felder in den Widmanstätten-Gebieten vorhanden.
Der Taenit ist in teilweise kugelförmige Blasen zerbrochen und wurde daher offenbar gut durchgeglüht, da er in teilweise kugelförmige Blasen zerbrochen ist, die ein wenig an den Taenit der Meteoriten Maria Elena und Seneca Falls erinnern.
Wie oben angedeutet, kommt Troilit häufig in Form von 5–30 mm großen Knollen vor, die von rosettenartigen Wucherungen aus 1–10 mm dicken Schreibersitkristallen umhüllt sind. Ähnliche Entwicklungen finden sich in den Meteoriten Ainsworth und Santa Luzia, ihre Entstehung kann daher auf die gleiche Weise erklärt werden.
Schreibersit tritt ferner als 20–200 µm dicke Korngrenzenausscheidung auf.
Der Lake-Murray-Meteorit ist eng verwandt mit den Meteoriten Ainsworth, Sikhote Alin, São Julião und Santa Luzia.
Er scheint eine erhebliche Wiederaufheizung erfahren zu haben, möglicherweise im Zusammenhang mit einem Schockereignis.
Sein Verwitterungszustand deutet darauf hin, dass er ein hohes terrestrisches Alter aufweist.

### Bei Christie’s versteigerter Querschnitt
Der im August 2020 bei Christie’s online versteigerte Querschnitt wurde anlässlich dieser Online-Auktion ausführlich beschrieben. Das Fragment zeigt sehr deutlich Aufbau und Zusammensetzung des Meteoriten: ein grob-oktaedrisches Kristallmuster mit großen Kamacit-Körnern, Schreibersit sowie einige Troilitknollen (von Schreibersit in einer „rosettenartigen“ Form umgeben) und Artefakte von Neumannsche Linien und etliche körnige Bereiche mit Plessit. Teile des Schreibersits sind mit hellem Taenit „verziert“.

### Endabschnitt in Albuquerque
Der in Albuquerque aufbewahrte tiefgeätzte Endabschnitt zeigt ebenfalls große Troilitknollen in Verbindung mit rosettenförmigen Schreibersitkristallen, die alle von breiten Rändern aus Schwaden von Kamacit (en. swathing kamacite) umhüllt sind. Weiter außen ist hier eine extrem grobe Widmanstätten-Struktur zu erkennen.

### Das vom NEMS restaurierte Exemplar
Die Kamacit-Korngrenzen und Troilit-Knollen waren vor der Restaurierung stark oxidiert.
Nach der Behandlung sind die Neumann-Linien um einen Schreibersit-Einschluss deutlich zu sehen, die in den Kamacitfeldern kaum erkennbar sind.